# 内容証明
内容証明（ないようしょうめい）とは、郵便物の文書の内容ならびに差出人および名あて人を証明する特殊取扱のことである。内容証明の特殊取扱とする郵便物は、同時に一般書留の特殊取扱としなければならない。用途は問わないが、法的なトラブルの解決に当たって用いられることが多い。

## 概要
内容証明は、郵便物の差出日付・差出人・宛先・文書の内容を、国の特殊会社である日本郵便が謄本により証明する制度である。つまり、「この手紙をいつ、誰に、この内容であなたが出しました」ということを、国（総務省）から業務を受託している日本郵便が証明するものであるが、それ以上の法的効力は無い。
裁判所への提訴・調停や裁判外紛争解決手続の非訟手続、損害賠償請求、検察庁や労働基準監督署、警察などの公的機関への告訴・告発といった、俗に「訴え」と言われる法的措置の前段階として常用されている。
郵便法第47条で、「内容証明の取扱いにおいては、会社（日本郵便）において、当該郵便物の内容である文書の内容を証明する。」と規定され、同条2項で「前項の取扱いにおいては、郵便認証司による第五十八条第一号の認証を受けるものとする。」と定められている。
郵政民営化が行われる前日の2007年（平成19年）9月30日の時点では、郵便事業は日本郵政公社が運営しており、郵便職員の身分はすべて公務員であった。そのため郵便職員であれば誰でも内容証明の認証にあたることが出来たが、日本郵政公社が郵便事業株式会社となり、郵便職員の身分がすべて会社員となった同年10月1日以降は、日本郵便の社員の中から社内推薦され、総務大臣が任命する「郵便認証司」が内容証明の認証にあたっている。
認証された文書には、「この郵便物は何年何月何日第何号書留内容証明郵便物として差し出されたことを証明します。日本郵便株式会社」の文言が入ったスタンプと、郵便認証司の日付印が押される。
同時に配達証明も利用すると、郵便物が配達された事実の証明および配達日付の確認が可能である。内容証明を用いるような郵便物は、法的紛争もしくは紛争予防のための証拠とすることを意図されることが多いため、配達証明と併用することが一般的である。
内容証明は必ず一般書留扱いとしなければならない。同時に利用できる特殊取扱には、速達、本人限定受取郵便、引受時刻証明、配達証明、配達日指定、代金引換がある。
また、電子内容証明を除けば、集配郵便局（日本郵便が配達を行う事業所のある郵便局）および日本郵便が指定する一部の郵便局の窓口で差し出さなければならない。ただし、これらの受付箇所においては、通常の窓口だけではなく時間外窓口（ゆうゆう窓口）においても、2名以上の郵便認証司が執務していれば受付が可能である。
非集配郵便局（日本郵便が配達を行う事業所のない郵便局・一部を除く）での受付、ゆうパックなど文書以外の物を内容証明の対象とするは出来ないので注意されたい。
内容証明はあくまでも「日本郵便が第三者として、文書の存在とその内容を証明するもの」であり、日本郵便は記述内容の法的な正当性の有無、文書に関して生じた紛争には一切関与しない。
内容証明は、出すこと自体が上記のように訴えの提起を予告することもある。また、悪徳商法業者や売掛金を言を左右にして払わない者に対して、「不法・不当なことには泣き寝入りしない」という強い意志を持っていることを相手方に伝えることで、相手方の出方を牽制できるという面も大きい。訴えを起こすことを予告して相手を心理的に威迫しようとする時は、更に法律家や法的機関の関与を匂わせることもある。具体的には、
- 文面で、「法的手段を取る」「提訴する」「法的機関へ告発する」ことを述べる
- 法律の専門家による文書作成、代理人委任、職印の押捺[注釈 2]
- 裁判所内の郵便局からの発送[6]

が行われている。当然ではあるが、上記の手段を取らなければ発送できない訳ではない。

## 用途
実質的には日本郵便が郵便物の内容を証明するだけであるため用途を問わないが、平常時の郵便物には内容証明が必要ないことが殆どであるため、主に下記のような法的なトラブルの解決、特に「契約解除」・「債権回収」に用いられることが多い。法的なトラブルの始まりを表す「内容証明を送る」「内容証明が送られてきた」という慣用表現も存在するほどに特定用途との結びつきは強くなっている。
- 借家契約の家賃請求、解約、家主死亡の通知
- 借地契約関係の通知
- 不動産売買の契約解除（手付倍返し）等の通知
- 商品売買時の料金未払い、商品の不着、破損に対する抗議、クーリングオフの通知
- ブラック企業に対する退職届、賃金未払い請求[8][リンク切れ]
- 債権回収の督促状、若しくは時効により債権消滅の通知
- 損害賠償請求（交通事故や不倫などの不貞行為の慰謝料請求）
- 債務免除
- 債権譲渡の通知
- 債権の時効中断
- 検察、警察、都道府県労働局等司法警察員への告訴、告発状[注釈 3]
- 詐欺の返金請求

## 判例
法律上の意思表示の効力の有無についての争いがしばしば起きる。意思表示の手段として内容証明を使った場合にも、その扱いなどについての判例が見られる。遠隔地への意思表示の到達は書面によらなければならない。しかし、内容証明郵便が相手方に届かない場合でもその効力が有ると認められた例がある。民法97条到達 とは、抽象的には相手方にとって了知可能な状態に置かれれば足りると多くの判例で認められているが、より具体的には、
1. 受取人が郵便物の内容を推知できること
2. 郵便物が容易に受領可能であること

の2要件が求められる。ただし、正確にいつをもって到達時と見なすかは争いの余地が残されている。

## 料金（加算料金）

### 紙で差出す場合
- 最初の1枚が480円、以下1枚ごとに290円を加算する。例えば3枚の場合は480+290×2=1,060円となる。
  - 内容証明料金に限り、料金の支払手段として郵便切手貼付と別納（現金支払）・計器別納（証紙貼付）は利用できても料金後納のみ利用ができない。

### 電子内容証明で差出す場合
- 最初の1枚が382円、以下1枚ごとに360円を加算する。
  - 差出人が郵便局に出向く必要がないのと本文の文字数が無制限である反面、これと別に謄本を差出人に送付するための料金が必要（個別送付：304円、2件以上一括送付：503円）。
    - 料金の支払手段は、差出人が郵便局に出向く必要がないため、クレジットカードか新東京郵便局が利用局として承認を受けた料金後納に限られる。

## 様式

### 紙による場合
日本郵便の内国郵便約款（以下、約款）の規定により、紙様式による内容証明の様式は以下のとおりである。
- 用紙は自由。約款に基づき作成されている、日本法令等が売り出している内容証明用の原稿用紙を利用すれば後述する文字数制限を使う必要はない。ただし、日本郵便での文書の保存期間は5年となるため、感熱紙は使用できない。公文書にA4判が採用されてからはA4判で書くことが標準的となった。
- 筆記具は自由だが、手書きで作成する場合は通常インクの出る筆記具を用いる。パソコンやワープロの使用も可能で、実務上はパソコンやワープロにより、裁判文書と同様に12ポイントで作成することが多い。手書きでの作成の場合、正本および謄本合わせて1枚あたり3通となる文書は、コピー・カーボン紙の利用などで謄写するのが一般的である。
- 内容証明では、使用可能な文字が以下のように限定される。
  - ひらがな・カタカナ
  - 漢字
  - 数字（算用数字・漢数字）
  - 句読点、かっこ、記号。記号は、一般的なものに限る。
  - 英字（アルファベット）は、氏名・会社名・商品名などの固有名詞のみ使用できる。たとえばJRは「ジェイアール」と書いても誤りではなく認められるが、「JR」と書くことも認められる。
- 内容証明は日本語でのみ作成可能である。
- 内容証明の形式は自由でいいが、同時に提出しなければならない謄本2通には、以下のような制限事項がある。
  - 表裏合わせてで1枚520字以内。1枚の表に520字を書いた場合、その裏に一文字でも何かを書くことは許されない。以下における1枚あたりの行数も同じ。
  - 横書き1行20文字1枚26行で作成するのが標準的である。また、以下の様式もある。
    - 縦書き1行20字以内、1枚26行以内。
    - 横書き1行13字以内、1枚40行以内。
    - 横書き1行26字以内、1枚20行以内。

  - 句読点や記号を1個1字と計算する。記号は一般的な記号に限る。単位を表す記号などは通常認められるが、カタカナで「パーセント」「キログラム」などと書く方が確実である。句読点については文末文頭にあるものも1字と数える。このため、手書きの場合は文頭に句読点が来ることもある。パソコンやワープロで文書を作成する場合、禁則処理を外すか、もしくは1行の文字数を規定よりも1文字減らした設定（1行を20字にして書こうとしている場合は1行を19字に設定するということ）で文書を作成する必要がある。
  - パソコンやワープロを用いる場合、半角文字についても1字と計算する。
  - 後述する字の訂正や挿入部分は字数に数えない。
  - 行の追加挿入は認められない。
- 内容証明が複数頁にわたる場合綴じたもののつなぎ目に契印を押す。文書自体に押印があるときはその押印と同じ印章で押印をするのが普通。
- 郵便に付する際、正本1通と謄本2通を作成する必要がある。正本は相手に送達され、謄本の1通は日本郵便が5年間保存し、もう1通は差出人が保存するために返却される。
- 文書以外の資料等の同封は認められない。内容証明では文書の存在そのものが証明されるものからである。

### 電子内容証明
内容証明郵便と類似の制度として、電子内容証明サービスが存在する。Microsoft Word（Word2018を含む）がインストールされている、インターネット環境を有するMicrosoft Windows搭載PCがあれば利用できる。紙による文書よりも準備する物が少なく、規則が少ない。